# Synorthus insularis
Synorthus insularis là một loài bọ cánh cứng trong họ Byrrhidae. Loài này được Watt miêu tả khoa học năm 1971.